# Вдовья гора
«Вдовья гора» (англ. Widows' Peak) — кинофильм совместного британо-ирландского производства, комедия с элементами мелодрамы, детектива и триллера.

## Сюжет
Ирландия, 1920-е годы. Небольшой курортный городок Вдовья Гора, в котором живут и которым управляют в основном женщины, преимущественно вдовы. Прибытие молодой американки Эдвины (Наташа Ричардсон), ещё одной вдовы, всколыхнуло тихую жизнь Вдовьей Горы. Эдвина красива, в неё немедленно влюбляется сын главы города (Адриан Данбар), и так же быстро не складываются у неё отношения с мисс О’Хара (Миа Фэрроу). Вдовы решают, что больше не хотят жить без мужчин. Развязка неожиданна.

## В ролях
- Миа Фэрроу — мисс Кэтрин О’Хара/Клэнси
- Джоан Плаурайт — миссис Дойл-Каунихэн
- Наташа Ричардсон — миссис Эдвина Брум
- Адриан Данбар — Годфри Дойл-Каунихэн
- Джим Бродбент — Кон Клэнси, дантист из Килшеннона
- Энн Кент — мисс Грабб, служанка семьи Дойл-Каунихэн/шофёр
- Джон Кавана — Кэнон Муртах
- Рина О'Грэйди — Мэдди О’Хара, служанка миссис Брум
- Джерард МакСорли — Гаффни, адвокат
- Майкл Джеймс Форд — лейтенант Роксби
- Гарретт Кеох — Гроган, риелтор
- Бритта Смит — миссис Колган
- Шейла Флиттон — миссис Малруни
- Мэри Конми — миссис Лоулесс
- Ингрид Крэйги — миссис Пердью
- Дорин Кеог — миссис Бакли
- Эйлин Колган — миссис Фогерти
- Оливер Магвайр — главный инспектор Киллкелли из Лимерика
- Фелим Дрю -
- Жасмин Расселл — Бриджи
- Тина Келлегер — миссис Долорес Фюрлонг
- Девид Гэнли — Лайам
- Ник Грэннелл — конферансье
- Дон Вичерли — деревенский увалень
- Малкольм Дуглас — Тоуни
- Клайв Джерати — Гарда
- Полин Каделл — синьора Тереза
- Рэйчел Даулинг — высокая худая девушка
- Уолш Флиттон — Мэри Люси
- Мария МакДермоттрой — кающаяся
- Донал Бирн — певец
- Кевин О’Фэррелл — О’Фэррелл
- Майкл Кэйси — пианист

## Критика
Фильм был хорошо принят критиками и публикой. 
Критик Роджер Эберт из Chicago Sun-Times писал, что в фильме «используется сдержанный юмор и плавная, остроумная речь; его приятно смотреть, поскольку он постепенно показывает, насколько эксцентричны эти, по-видимому, респектабельные люди на самом деле». 
На сайте Rotten Tomatoes картина имеет рейтинг 94%, на основании 16 рецензий критиков, со средней оценкой 7.1 из 10.

## Награды
В 1994 году актриса Наташа Ричардсон получила «Хрустальный глобус» на Кинофестивале в Карловых Варах за роль в этом фильме. Режиссёр Джон Ирвин был также номинирован на эту награду.

## Факты о фильме
- Роль миссис Дойл-Каунихэн была написана специально для актрисы Морин О'Салливан (матери Миа Фэрроу). Сценарий был написан Хью Леонардом после одной из совместных вечеринок, на которой Морин О’Салливан упомянула, что ей пока ещё не пришлось поработать на съёмочной площадке вместе с дочерью. Однако принять участие в съёмках картины О’Салливан так и не смогла, и роль досталась Джоан Плаурайт, тоже не случайно, они с Миа и её матерью давние подруги.
- В одном из эпизодов герои смотрят знаменитый немой фильм «Десять заповедей» (The Ten Commandments, 1923). В другом эпизоде в сельском клубе ведущий танцев разыгрывает билеты на премьеру фильма «Большой парад» (The Big Parade, 1925) с Джоном Гилбертом. Примечательно, что оба фильма американские. Соответственно, события «Вдовьей горы» происходят не ранее 1926 года, когда состоялась европейская премьера «Большого парада»